# 관정 (후한)
관정(關靖, ? ~ 199년 3월)은 중국 후한 말의 정치가로, 자는 사기(士起)이며 병주(幷州) 태원군(太原郡) 사람이다.

## 생애
공손찬(公孫瓚)의 밑에서 장사(長史)를 지냈다. 법령에 철저한 혹독한 관리로, 아첨을 잘하였고 능력은 없었으나 공손찬의 총애를 받았다.
건안 4년(199), 원소(袁紹)가 공손찬을 포위하였다. 이에 공손찬은 아들 공손속(公孫續)을 흑산적(黑山賊)에게 보내 원군을 요청하는 한편 몸소 군세를 이끌고 서남산(西南山) 곁에서 원소를 치려 하였는데, 관정은 공손찬을 설득하였다.
| “ | 지금 장졸들이 버티는 것은 자신들의 가족을 그리워하고, 또 장군(=공손찬)께서 그들의 주군이시기 때문입니다. 장군께서 굳게 지키며 시간을 보내면 원소는 물러날 것이고, 그 후에는 다시 군사를 합칠 수 있을 것입니다. 만약 장군께서 이들을 버리고 떠나신다면 군에 위엄을 갖춘 자가 없어지게 되니, 머지않아 위태로워질 것입니다. 또 장군께서는 근본을 잃고 초야에 외로이 계시게 될 터인데, 어찌 성공하겠습니까? | ” |

공손찬은 관정의 말을 옳게 여겨 나아가지 않고, 원군이 오는대로 안팎으로 원소를 치기로 하였다. 이에 문칙(文則)으로 하여금 공손속에게 서신을 보내 원군이 도착하는 대로 불을 올리게 하였는데, 문칙은 원소군의 척후병에게 서신을 빼앗기고 말았다.
원소가 서신의 내용대로 불을 올리니, 공손찬은 원군이 온 줄 알고 나아가 싸웠다. 그러나 원소에게 크게 패하여 성으로 돌아가 굳게 지켰고, 원소가 땅굴을 만들고 공손찬의 누(樓)를 무너뜨리니 결국 그 중심에까지 이르렀다. 공손찬은 처자식을 죽이고 자신도 스스로 목숨을 끊었다. 이에 관정은
| “ | 내가 듣기로 군자는 남을 위험에 빠뜨리면 필히 그 고난을 함께한다 하였으니, 어찌 홀로 살아남을 수 있겠는가! | ” |

라는 말과 함께 말을 타고 스스로 적진으로 돌진하여 목숨을 끊었고, 원소는 관정의 목을 허(許)로 보냈다.

## 같이 보기
- 삼국지 인물 목록